# سینمای ونزوئلا
سینمای در ونزوئلا از قرن نوزدهم میلادی پایه‌گذاری شده‌است. نخستین فیلم ساخته شده در کشور ونزوئلا در روز ۲۸ ژانویه سال ۱۸۹۷ در تئاتر بارالت در شهر ماراکایبو پخش شد.

## گزیدگان

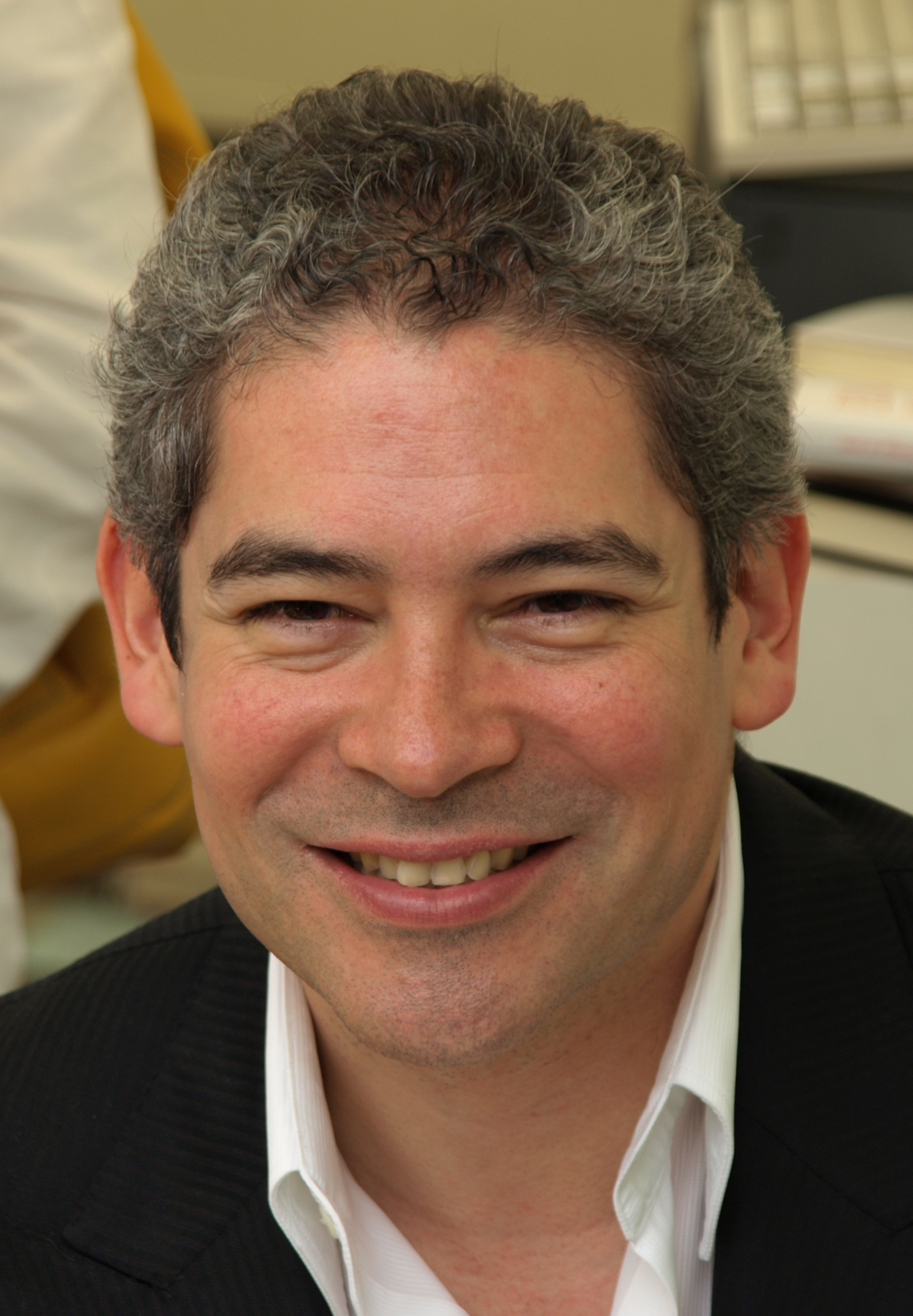
بوریس ایثاگیره مجری تلویزیون، روزنامه‌نگار و فیلم‌نامه‌نویس اهل ونزوئلا

نمونه‌هایی از بهترین آثار سینمای ونزوئلا عبارتند از فیلم‌های La Balandra Isabel llego esta tarde توسط کارلوس اوگو کریستنسن، که در ۱۹۴۹ تولید شد و توانست برندهٔ جایزهٔ بهترین فیلم‌برداری در جشنواره فیلم کن ۱۹۵۱ گردد و در سال ۱۹۵۹ فیلم مستند آرایا توسط مارگوت بناسراف، وارد رقابت‌های جشنواره فیلم کن ۱۹۵۹ شد،جایی که جایزهٔ منتقدین را با اثر آلن رنه، هیروشیما عشق من، به صورت مشترک دریافت کرد.
سال ۱۹۷۶ فیلم Soy un delincuente توسط کلمنت د لا سردا تولید شد که جایزه ویژه هیئت داوران در جشنواره فیلم لوکارنو سال ۱۹۷۷ را به دست آورد. فیلم ماهی که دود می‌کند توسط رومان چالبود در سال ۱۹۷۷ ساخته شد که در اسکار ناموفق بود.
در سال ۱۹۸۵ اوریانا توسط فینا تورس، جایزهٔ دوربین طلایی در جشنواره فیلم کن ۱۹۸۵ را به عنوان اثر برگزیده برنده شد.
سیکاریو (۱۹۹۵), توسط جوزف نووا، توانست جایزهٔ بهترین فیلم برگزیده در جشنواره بین‌المللی سنتا باربارا را به دست آورد.
پونتو و رایا سال ۲۰۰۴ با درخشش ادگار رامیرز ساخته شد و در جشنواره فیلم هاوانا چهار جایزه بین‌المللی از جمله جایزه ویژه هیئت داوران را به دست آورد. فیلم Secuestro Express (۲۰۰۵), توسط جاناتان یاکوبویج، که توسط شرکت میرامکس پخش و نشر شد، از بیشترین فروش‌های موجود در ونزوئلا برخوردار گشت و ال کاراکازو (۲۰۰۵), اثر رومان چالبود، پر هزینه‌ترین فیلم تاریخ ونزوئلا شد که دربارهٔ کاراکازو از ۱۹۸۹ ساخته شده.
کارت پستال‌هایی از لنینگراد (۲۰۰۷) توسط ماریانا روندون جایزهٔ خورشید طلایی در جشنواره بین‌المللی سینمای آمریکای لاتین بیاریتز را برد. ونیزیا, تولید شده توسط هایک گازاریان، توانست پانزده جایزه مختلف را در بخش‌های مختلف و از جشنواره‌های مختلف به دست آورد. در سال ۲۰۱۰، آدم حوا توسط فینا تورس، جایزهٔ بهترین اثر بین‌المللی را در جشنواره بین‌المللی فیلم لاتین نیویورک برنده شد.
پلو مالو (۲۰۱۳), توسط ماریانا روندون، جایزهٔ صدف طلایی را در سال ۲۰۱۳ در جشنواره بین‌المللی فیلم سن‌سباستین به دست آورد. آبی و نه خیلی صورتی (۲۰۱۲), توسط میگوئل فراری، نخستین فیلم ونزوئلایی بود که توانست جایزه گویا برای بهترین فیلم اسپانیایی‌زبان خارجی را در رقابت سال ۲۰۱۴ برنده شود.
سال ۲۰۱۵، فیلم از راه دور توسط لورنزو ویگاس، نخستین فیلم از ونزوئلا و دیگر ملل آمریکای لاتین بود که شیر طلایی جشنواره فیلم ونیز را کسب کرد.

## کمپانی‌های تولید فیلم
- بولیوار فیلمز
- ویا دل سینه